# Waldkraiburg
Waldkraiburg é uma cidade da Alemanha, localizada no distrito de Mühldorf, no estado de Baviera.